# بورتيو دي سوريا
بورتيو دي سوريا هي بلدية تقع في مقاطعة سوريا، منطقة قشتالة وليون، إسبانيا. ووفق الإحصاء السكاني للمعهد الوطني للإحصائيات بإسبانيا، بلغ عدد السكان 18 نسمة.